# Louis René Auvray
Pour les articles homonymes, voir Auvray.
Le baron Louis-René Auvray, né au Mans le 7 juin 1810 et mort à Tours le 16 avril 1885, est un militaire français, maire de Tours de 1865 à 1866.

## Biographie
Louis-René Auvray est le fils du général-baron Louis-Marie Auvray et de Françoise Pellegrain de Lestang. Marié à Flavie Loiseau, petite-fille d'un lieutenant-général de police de Tours et nièce de Prudent-Jean Bruley, il est le grand-père de Henry Auvray.
Optant pour la carrière des armes comme son père, il sert comme lieutenant au 40e régiment d'infanterie en 1830.
Devenu conseiller municipal de Tours, il est nommé adjoint au maire Ernest Mame, avant de lui succéder comme maire de Tours en 1865.
La rue Louis-Auvray, à Tours, est baptisé ainsi le 11 juillet 1966 en son honneur.